# Wolfgang Ambros/Diskografie
Diese Diskografie ist eine Übersicht über die musikalischen Werke des österreichischen Liedermachers Wolfgang Ambros. Den Schallplattenauszeichnungen zufolge hat er bisher mehr als 490.000 Tonträger verkauft, davon alleine in seiner Heimat über 240.000. Seine erfolgreichste Veröffentlichung ist das Livealbum Live (Auf ana langen, finster’n Stroß’n) mit über 250.000 verkauften Einheiten.

## Alben

### Studioalben
| Jahr | Titel                                      | Höchstplatzierung, Gesamtwochen/‑monate, AuszeichnungChartplatzierungen (Jahr, Titel, Platzierungen, Wochen/Monate, Auszeichnungen, Anmerkungen) | Höchstplatzierung, Gesamtwochen/‑monate, AuszeichnungChartplatzierungen (Jahr, Titel, Platzierungen, Wochen/Monate, Auszeichnungen, Anmerkungen) | Anmerkungen |
| Jahr | Titel                                      | DE | AT | Anmerkungen |
| ---- | ------------------------------------------ | --- | --- | --- |
| 1972 | Alles andere zählt net mehr...             | — | — | Erstveröffentlichung: Februar 1972 |
| 1973 | Eigenheiten                                | — | AT8 (1 Mt.)AT | Erstveröffentlichung: November 1973 |
| 1975 | Es lebe der Zentralfriedhof                | — | AT1 (6 Mt.)AT | Erstveröffentlichung: April 1975 |
| 1976 | 19 class a numbers                         | — | AT6 (2 Mt.)AT | Erstveröffentlichung: September 1976 |
| 1977 | Hoffnungslos                               | — | AT15 (1 Mt.)AT | Erstveröffentlichung: Oktober 1977 |
| 1978 | Wie im Schlaf – Lieder von Bob Dylan       | — | AT8 (2 Mt.)AT | 10 Bob-Dylan-Songs mit Texten von Ambros Erstveröffentlichung: Oktober 1978                                                                              |
| 1979 | Nie und nimmer                             | — | AT16 (2 Mt.)AT | Erstveröffentlichung: September 1979 |
| 1980 | Weiß wie Schnee                            | DE31 (20 Wo.)DE | AT1 (4½ Mt.)AT | Erstveröffentlichung: August 1980 |
| 1981 | Selbstbewusst                              | DE29 (8 Wo.)DE | AT1 (3 Mt.)AT | Erstveröffentlichung: September 1981 |
| 1983 | Der letzte Tanz                            | DE44 (6 Wo.)DE | AT1 (6½ Mt.)AT | Erstveröffentlichung: April 1983 |
| 1984 | Der Sinn des Lebens                        | DE49 (2 Wo.)DE | AT1 (7½ Mt.)AT | Erstveröffentlichung: September 1984 |
| 1986 | No. 13                                     | — | AT1 (10 Mt.)AT | Erstveröffentlichung: 13. Januar 1986 |
| 1987 | Gewitter                                   | — | AT2 Gold · (2½ Mt.)AT | Erstveröffentlichung: September 1987 |
| 1989 | Mann und Frau                              | — | AT2 Gold · (3½ Mt.)AT | Erstveröffentlichung: Mai 1989 |
| 1990 | Stille Glut                                | — | AT9 Gold · (9 Wo.)AT | vorwiegend Neuaufnahmen älterer Lieder Erstveröffentlichung: September 1990                                                                              |
| 1992 | Äquator                                    | — | AT9 (14 Wo.)AT | Erstveröffentlichung: August 1992 |
| 1994 | Wasserfall                                 | — | AT2 Gold · (13 Wo.)AT | Erstveröffentlichung: 20. Mai 1994 |
| 1996 | Verwahrlost aber frei                      | — | AT2 Gold · (16 Wo.)AT | Erstveröffentlichung: August 1996 |
| 1999 | Voom Voom Vanilla Camera                   | — | AT6 (10 Wo.)AT | Erstveröffentlichung: 1. März 1999 |
| 2000 | Nach mir die Sintflut – Ambros singt Waits | DE100 (1 Wo.)DE | AT3 Gold · (13 Wo.)AT | Lieder von Tom Waits mit deutschen Texten von Ambros Erstveröffentlichung: 9. Oktober 2000                                                               |
| 2003 | Namenlos                                   | — | AT4 Gold · (17 Wo.)AT | Erstveröffentlichung: 10. Juni 2003 |
| 2005 | Ambros singt Moser: Der alte Sünder        | — | AT5 Platin · (31 Wo.)AT | Lieder aus dem Repertoire von Hans Moser Erstveröffentlichung: 18. November 2005 mit dem Ambassade Orchester Wien unter Leitung von Christian Kolonovits |
| 2006 | Steh grod                                  | — | AT2 (10 Wo.)AT | Erstveröffentlichung: 8. September 2006 |
| 2007 | Ambros singt Moser: Die 2te …              | — | AT8 (12 Wo.)AT | Lieder aus dem Repertoire von Hans Moser Erstveröffentlichung: 19. Oktober 2007 mit dem Ambassade Orchester Wien unter Leitung von Christian Kolonovits  |
| 2009 | Ultimativ symphonisch                      | — | AT6 (11 Wo.)AT | Neuaufnahme älterer Lieder mit Christian Kolonovits und Orchester Erstveröffentlichung: 7. August 2009                                                   |
| 2012 | 19 03 52                                   | DE84 (1 Wo.)DE | AT2 (8 Wo.)AT | der 19. März 1952 ist Ambros’ Geburtsdatum Erstveröffentlichung: 20. April 2012                                                                          |

### Konzeptalben
| Jahr | Titel Interpretation                           | Höchstplatzierung, Gesamtwochen/‑monate, AuszeichnungChartplatzierungen (Jahr, Titel, Interpretation, Platzierungen, Wochen/Monate, Auszeichnungen, Anmerkungen) | Höchstplatzierung, Gesamtwochen/‑monate, AuszeichnungChartplatzierungen (Jahr, Titel, Interpretation, Platzierungen, Wochen/Monate, Auszeichnungen, Anmerkungen) | Anmerkungen                                              |
| Jahr | Titel Interpretation                           | DE | AT | Anmerkungen                                              |
| ---- | ---------------------------------------------- | --- | --- | -------------------------------------------------------- |
| 1973 | Fäustling Ambros • Prokopetz                   | — | AT59 (1 Wo.)AT | Hörspielszenen mit Musik Erstveröffentlichung: 1973      |
| 1974 | Der Watzmann ruft Ambros • Tauchen • Prokopetz | — | — | Hörspielszenen mit Musik Erstveröffentlichung: 1974      |
| 1978 | Schaffnerlos Ambros • Tauchen • Prokopetz      | — | AT12 (2 Mt.)AT | Hörspielszenen mit Musik Erstveröffentlichung: März 1978 |
| 1981 | Augustin Ambros • Tauchen • Prokopetz          | DE62 (1 Wo.)DE | AT3 (4½ Mt.)AT | Hörspielszenen mit Musik Erstveröffentlichung: März 1981 |

### Livealben
| Jahr | Titel Interpretation                                       | Höchstplatzierung, Gesamtwochen/‑monate, AuszeichnungChartplatzierungen (Jahr, Titel, Interpretation, Platzierungen, Wochen/Monate, Auszeichnungen, Anmerkungen) | Höchstplatzierung, Gesamtwochen/‑monate, AuszeichnungChartplatzierungen (Jahr, Titel, Interpretation, Platzierungen, Wochen/Monate, Auszeichnungen, Anmerkungen) | Anmerkungen                                                                                                   |
| Jahr | Titel Interpretation                                       | DE | AT | Anmerkungen                                                                                                   |
| ---- | ---------------------------------------------------------- | --- | --- | --- |
| 1979 | Live (Auf ana langen, finster’n Stroß’n)                   | DE— GoldDE | AT10 (1 Mt.)AT | Doppelalbum; Erstveröffentlichung: Mai 1979                                                                   |
| 1983 | Open Air Ambros + Fendrich                                 | — | AT4 (4½ Mt.)AT | Livealbum mit 7 Einzelauftritten und 5 Duetten Erstveröffentlichung: 15. September 1983                       |
| 1986 | Selected – Live                                            | — | AT4 (2½ Mt.)AT | Live-Doppelalbum, Aufnahmen 1983–1986 Erstveröffentlichung: November 1986                                     |
| 1991 | Watzmann – live Ambros • Tauchen • Fälbl                   | — | AT16 (6 Wo.)AT | Hörspiel mit Musik, Touraufnahme im Circus Krone in München Erstveröffentlichung: Oktober 1991                |
| 1997 | Verwahrlost aber live                                      | — | — | Mitschnitt vom Jubiläumskonzert am 26.9.1996 in der Wiener Stadthalle Erstveröffentlichung: 19. November 1997 |
| 2002 | Hoffnungslos selbstbewusst                                 | — | AT9 (17 Wo.)AT | Live-Tourkompilation Erstveröffentlichung: 3. Juni 2002                                                       |
| 2004 | Watzmann – live Ambros • Prokopetz • Fälbl • Eberhartinger | — | — | Hörspiel mit Musik Erstveröffentlichung: 2004                                                                 |

### Kompilationen
| Jahr | Titel                                      | Höchstplatzierung, Gesamtwochen/‑monate, AuszeichnungChartplatzierungen (Jahr, Titel, Platzierungen, Wochen/Monate, Auszeichnungen, Anmerkungen) | Höchstplatzierung, Gesamtwochen/‑monate, AuszeichnungChartplatzierungen (Jahr, Titel, Platzierungen, Wochen/Monate, Auszeichnungen, Anmerkungen) | Anmerkungen                                                                                 |
| Jahr | Titel                                      | DE | AT | Anmerkungen                                                                                 |
| ---- | ------------------------------------------ | --- | --- | ------------------------------------------------------------------------------------------- |
| 1982 | A Mensch möcht i bleibn                    | — | AT3 (10½ Mt.)AT | Erstveröffentlichung: Oktober 1982                                                          |
| 1983 | Wie wird des weitergeh’n …                 | — | AT12 (2½ Mt.)AT | Erstveröffentlichung: März 1983                                                             |
| 1984 | Das Beste von Wolfgang Ambros              | — | AT3 (4½ Mt.)AT | Erstveröffentlichung: 25. Juni 1984; Doppel-LP                                              |
| 1992 | Die größten Hits aus 20 Jahren             | — | AT1 Gold · (16 Wo.)AT | Erstveröffentlichung: 1. Juli 1992                                                          |
| 1997 | Top – Drei                                 | — | AT22 (8 Wo.)AT | mit Rainhard Fendrich & Georg Danzer Erstveröffentlichung: 1997; Charteinstieg: erst 2018   |
| 1998 | De (40 aller) best’n Liada                 | — | AT21 (9 Wo.)AT | Erstveröffentlichung: 16. November 1998; Doppel-CD                                          |
| 1999 | Raritäten                                  | — | AT23 (9 Wo.)AT | Erstveröffentlichung: 22. November 1999                                                     |
| 2001 | Raritäten Vol. 2                           | — | AT9 (9 Wo.)AT | Erstveröffentlichung: 12. November 2001                                                     |
| 2008 | Ambros singt Moser: Das Gesamtwerk         | — | AT69 (1 Wo.)AT | Sonderedition der zwei Moser-CDs mit 2 Bonusliedern Erstveröffentlichung: 14. November 2008 |
| 2012 | Alt & Jung – die ultimative Liedersammlung | — | AT4 (20 Wo.)AT | Erstveröffentlichung: 9. März 2012; Doppel-CD                                               |
| 2012 | Alt & Jung – die ultimative Liedersammlung | — | AT5 (12 Wo.)AT | Erstveröffentlichung: 9. März 2012; Doppel-CD                                               |
| 2015 | Austropop-Legenden: Wolfgang Ambros        | — | AT74 (1 Wo.)AT | Album aus einer Serie von 12 Interpretensamplern                                            |
| 2022 | Für immer jung – Das Beste aus 50 Jahren   | — | AT2 (11 Wo.)AT | Erstveröffentlichung: 4. März 2022                                                          |
| 2025 | Original & unverstärkt                     | — | AT15 (2 Wo.)AT | Erstveröffentlichung: 16. Mai 2025                                                          |

Weitere Kompilationen
- 1976: Sterbn tuat weh
- 1976: Z-A
- 1983: Die besten Lieder aus Watzmann, Augustin, Schaffnerlos
- 1984: Das Beste von Wolfgang Ambros Vol. 2
- 1985: Das Beste von Wolfgang Ambros Vol. 3
- 1989: Glanzlichter
- 1997: Die größten Hits aus 25 Jahren
- 1998: Gezeichnet für's Leben – Das Beste
- 1998: Master Series
- 2000: Millennium Edition

## Singles
| Jahr | Titel Album                                 | Höchstplatzierung, Gesamtwochen, AuszeichnungChartplatzierungen (Jahr, Titel, Album, Platzierungen, Wochen, Auszeichnungen, Anmerkungen) | Höchstplatzierung, Gesamtwochen, AuszeichnungChartplatzierungen (Jahr, Titel, Album, Platzierungen, Wochen, Auszeichnungen, Anmerkungen) | Anmerkungen                                                                                          |
| Jahr | Titel Album                                 | DE | AT | Anmerkungen                                                                                          |
| ---- | ------------------------------------------- | --- | --- | --- |
| 1974 | I drah zua Eigenheiten                      | — | AT20 (4 Wo.)AT | Autoren: Ambros, Hans Günter Hausner, Veronika Vane                                                  |
| 1974 | A Mensch möcht i bleibn                     | — | AT19 (4 Wo.)AT | Autoren: Ambros, Hans Günter Hausner, Veronika Vane                                                  |
| 1975 | Zwickt’s mi Es lebe der Zentralfriedhof     | — | AT1 (28 Wo.)AT | Autoren: Ambros, Hans Günter Hausner, Veronika Vane                                                  |
| 1975 | Gö, do schaust Von Z-A                      | — | AT4 (16 Wo.)AT | Autoren: Ambros, Hans Günter Hausner                                                                 |
| 1976 | Hoit, do is a spoit 19 class a numbers      | — | AT13 (8 Wo.)AT | Autoren: Ambros, Joesi Prokopetz                                                                     |
| 1977 | Die Blume aus dem Gemeindebau Von Z-A       | — | AT14 (8 Wo.)AT | Autoren: Ambros, Joesi Prokopetz                                                                     |
| 1983 | Für immer jung Stimmenhören                 | — | AT12 (4 Wo.)AT | Original: Wolfgang Ambros & André Heller Forever Young von Bob Dylan; deutscher Text: Ambros, Heller |
| 1984 | Du verstehst mi ned Der Sinn des Lebens     | — | AT8 (12 Wo.)AT | Autoren: Peter Koller, Günter Dzikowski, Helmut Nowak                                                |
| 1985 | Kumm ma mit kane Ausreden mehr Narrenlieder | — | AT25 (4 Wo.)AT | Wolfgang Ambros & André Heller Autoren: Heller, Peter Wolf                                           |
| 1985 | Langsam wochs’ ma z’amm No. 13              | — | AT4 (12 Wo.)AT | Autor: Ambros                                                                                        |
| 1985 | Mamma No. 13                                | — | AT9 (12 Wo.)AT | Autor: Ambros                                                                                        |
| 1985 | Warum? –                                    | — | AT1 (14 Wo.)AT | Erstveröffentlichung: 15. April 1985 als Teil von Austria für Afrika                                 |
| 1988 | Rukuruku Bay Glanzlichter                   | — | AT21 (8 Wo.)AT | Autor: Ambros                                                                                        |
| 1989 | Idealgewicht Mann und Frau                  | — | AT23 (4 Wo.)AT | Autoren: Peter Koller, Günter Dzikowski, Helmut Nowak                                                |
| 1991 | Abwärts und bergauf –                       | — | AT21 (10 Wo.)AT | Autoren: Ambros, Joesi Prokopetz                                                                     |
| 1993 | Das Duell –                                 | — | AT6 (12 Wo.)AT | Ambros contra Bisenz                                                                                 |
| 2001 | Weihnachten wie immer –                     | — | AT32 (5 Wo.)AT | Autor: Ambros                                                                                        |
| 2018 | Schifoan Von Z-A                            | — | AT10 (2 Wo.)AT | Autor: Ambros Erstveröffentlichung: 1976; Charteinstieg: 2018                                        |

Weitere Singles
- 1971: Da Hofa
- 1972: Kagran
- 1973: Tagwache
- 1976: Baba und foi ned
- 1978: I bins ned (Coverversion von It Ain’t Me Babe von Bob Dylan[4])
- 1979: Nie und nimmer
- 1981: Frage der Zeit
- 1983: Sei ned bled
- 1984: S Naserl
- 1985: Geplante Zukunft (live)
- 1985: Warum? (als Teil von Austria für Afrika)
- 1987: Du und i (mit Friedrich Gulda)
- 1987: Gewitter
- 1987: V.I.P.
- 1989: Erste große Liebe
- 1992: Die Gailtalerin
- 1992: Der Himmel soll noch warten
- 1992: Ich bin bei dir
- 1992: Bleib bei mir
- 1992: Richtung Süden
- 1994: I denk an di
- 1994: Alt und Jung
- 1995: Der bessere gewinnt!
- 1996: Verwahrlost aber frei
- 1997: Open House
- 1999: Herz aus Gold
- 1999: Ich lieb Dich überhaupt nicht mehr
- 2007: Mei Naserl/Die Reblaus
- 2021: Aktenzeichen 71/21 (Fortsetzung zum Lied Da Hofa; Musik/Text: Ambros/Prokopetz)

## Statistik

### Chartauswertung
|                     | DE    | AT     |
| ------------------- | ----- | ------ |
| Nummer-eins-Alben   | DE—DE | AT7AT  |
| Top-10-Alben        | DE—DE | AT35AT |
| Alben in den Charts | DE7DE | AT47AT |

|                       | DE    | AT     |
| --------------------- | ----- | ------ |
| Nummer-eins-Singles   | DE—DE | AT1AT  |
| Top-10-Singles        | DE—DE | AT7AT  |
| Singles in den Charts | DE—DE | AT17AT |

### Auszeichnungen für Musikverkäufe
Anmerkung: Auszeichnungen in Ländern aus den Charttabellen bzw. Chartboxen sind in ebendiesen zu finden.
| Land/RegionAuszeichnungen für Musikverkäufe (Land/Region, Auszeichnungen, Verkäufe, Quellen) | Gold       | Platin  | Verkäufe | Quellen           |
| -------------------------------------------------------------------------------------------- | ---------- | ------- | -------- | ----------------- |
| Deutschland (BVMI)                                                                           | Gold1      | —       | 250.000  | musikindustrie.de |
| Österreich (IFPI)                                                                            | 12× Gold12 | Platin1 | 240.000  | ifpi.at           |
| Insgesamt                                                                                    | 13× Gold13 | Platin1 |          |                   |